# Ruine Schanbach
Die Ruine Schanbach ist eine abgegangene Burg bei dem Ortsteil Schanbach der Gemeinde Aichwald im Landkreis Esslingen in Baden-Württemberg.
Die 250 Meter nördlich des Ortes Schanbach gelegene etwa 14 mal 23 Meter große Burganlage, von der noch Schutthaufen und Reste des Halsgrabens zu sehen sind, wurde im 12. Jahrhundert erbaut, 1262 erwähnt und 1525 zerstört.